# Udo Foht
Udo Foht (* 17. November 1950 in Frankfurt (Oder)) ist ein ehemaliger TV-Manager.

## Werdegang
Udo Foht war beim Fernsehen der DDR im Unterhaltungsbereich tätig. Das Ministerium für Staatssicherheit führte ihn als IM „Karsten Weiss“. Seine Stasi-Akte ist allerdings zum Großteil verschollen. Foht bestreitet bis heute (2021), ein Spitzel gewesen zu sein.
Von 1991 bis zu seiner Entlassung im Jahr 2011 war Foht Unterhaltungschef des MDR. Er gilt als Entdecker von Florian Silbereisen und förderte die Entwicklung von Helene Fischer.

## Ermittlungen und Strafverfahren
Bundesweit bekannt wurde er im Rahmen von Ermittlungen wegen Betrugs, Steuerhinterziehung und Untreue. Unter anderem hatte er ohne Wissen des Senders auf Geschäftspapier seines Arbeitgebers von Dritten hohe Zuschüsse und/oder Darlehen für MDR-Produktionen gefordert. Betroffen waren Geschäftsführer von Produktionsfirmen, Manager von Künstlern, aber auch private Bekannte, beispielsweise der Schlager-Unternehmer Michael Jürgens. Die derart akquirierten rund 250.000 Euro flossen überwiegend in die Firma des Moderators Carsten Weidling, der damit die ab 2005 ausgestrahlte 12-teilige MDR-Reisesendung Wir sind überall finanzierte. Nach Darstellung der Staatsanwaltschaft hat mindestens ein Geldgeber in Absprache mit Foht dem MDR eine überhöhte Rechnung gestellt, um auf diesem Wege sein Kapital (rund 42.000 Euro) zurückzuerhalten. Als das System 2008/2009 ins Stocken geriet, wurde Foht laut Staatsanwaltschaft von Weidling um weitere Gelder erpresst. Daraufhin soll er bei Bekannten zusätzliche 25.000 Euro geliehen haben, die er angeblich nie zurückzahlte. Foht und Weidling bestreiten jedoch das Vorliegen eines Erpressungsvorgangs.
Nach seiner Entlassung durch den MDR zog Foht nach Winnenden. Dort begann er, unter geändertem Namen für das von Antoinette Pospischil herausgegebene Wirtschaftsmagazin Drive zu arbeiten.
Im Juni 2017 erhob die Staatsanwaltschaft Leipzig in getrennten Verfahren Anklage zum Landgericht Leipzig gegen Foht und Weidling sowie gegen Weidlings wegen Beihilfe zur Erpressung mitbeschuldigten Anwalt. Der für September 2018 geplante Prozessbeginn gegen Foht scheiterte an einer Erkrankung des Angeklagten. Erst im September 2022 konnte der Prozess gegen Foht wegen des Verdachts des Betruges, der Untreue, der Bestechlichkeit und der Steuerhinterziehung beginnen. Im März 2023 wurde Foht nach einem Geständnis zu einer auf Bewährung ausgesetzte Freiheitsstrafe von 15 Monaten wegen Betrugs verurteilt; er legte Revision ein. Mit Beschluss vom 23. April 2024 hat der Bundesgerichtshof die Revision Fohts zurückgewiesen, so dass die durch das Landgericht Leipzig erfolgte Verurteilung rechtskräftig ist.

## Privatleben
Udo Fohts Mutter starb, als er neun Jahre alt war. Sein Vater war zu diesem Zeitpunkt bereits 65 Jahre alt. Zunächst plante er ein Medizinstudium, schlug dann aber eine Karriere beim DDR-Fernsehen ein. Über den MDR-Skandal zerbrach seine Ehe.